# Gyerim-dong, Sangju
Gyerim-dong (koreanska: 계림동) är en stadsdel i staden Sangju i provinsen Norra Gyeongsang i den centrala delen av Sydkorea, 170 km sydost om huvudstaden Seoul.